# (516) Amherstia
(516) Amherstia est un astéroïde de la ceinture principale découvert par Raymond Smith Dugan le 20 septembre 1903.
Cet astéroïde a été ainsi baptisé en référence au collège d'Ahmerst, dans l'État du Massachusetts.